# 中西準子
中西 準子（なかにし じゅんこ、1938年5月30日 - ）は、日本の工学者、独立行政法人産業技術総合研究所名誉フェロー、横浜国立大学名誉教授。専門は環境工学（環境リスク学）。工学博士。文化勲章受章者、文化功労者。

## 人物・来歴
大連市生まれ。父は当時満鉄調査部で後に参議院議員となった中西功。1942年に父が逮捕され、のちに治安維持法違反で起訴。母と妹と共に大連に残るが、1944年に家族で日本に戻り、神奈川県藤沢市鵠沼に住む。
神奈川県立湘南高等学校卒業。マルクス主義者だった父をみて、自身は違う道をと考え、化学工学の道を選ぶ。1961年横浜国立大学工学部工業化学科卒業、1967年東京大学大学院工学系研究科合成化学専攻博士課程修了。
化学産業は隆盛期の人手不足だったが「女性の工学博士」での就職口がなく、研究者としての人生を選び、化学から土木工学に専門を変える。東京大学工学部都市工学科（衛生工学コース）助手となり、汚水処理、下水道計画を研究する。国の当時の下水道行政の誤りを厳しく指摘し、その後の行政にも影響を与えたが、都市工学科内では疎外され、助手の地位にとどめられる（同じ時期、宇井純も都市工学科の万年助手であった）。
のちに環境工学の専門家になったのも、専門は何だっていいと、気持ちでしがみついて仕事に励み、社会と時代の変化の中で、結果としてなったもの、「天が与えてくれた学問です」と、インタビューで語る。
工場排水を共同で処理する最新鋭施設とのふれこみで新設された浮間処理場（のちの浮間水再生センター）を、グループで共同調査し、有害物質の残存問題の調査結果を1971年に雑誌「公害研究」創刊号に記事（通称・浮間レポート）として提出する。数年後に浮間処理場は廃止され、1976年の下水道法改正に至る。研究グループに対する学内外からの圧力は10年以上続き、肩書は20年以上、東大助手のままだった。1982年に家庭の下水を分散型で処理する「個人下水道」を提案し、最終的には国の方針をも動かした。
1980年、著書『都市の再生と下水道』により、地方自治、地方財政および都市問題に関する研究を奨励する藤田賞を受賞。手書きコピーからはじめた「下水道通信」を1987年に「水情報」と改名して発行し、全国1000人以上の読者に有料で郵送した。
1990年、都市工学科を去り、東京大学環境安全センター助教授となる。1993年、東京大学環境安全研究センター教授となったが、東京大学工学系で女性が教授になるのは開学以来初めてのことであった。1995年、横浜国立大学環境情報研究院教授となり、環境リスク管理、リスク評価につき研究。2001年、産業技術総合研究所・化学物質リスク管理研究センターの発足に際しセンター長となった。 2003年4月29日、紫綬褒章を受章する。2004年、横浜国立大学を退任したが、その際の記念講演等をまとめた『環境リスク学－不安の海の羅針盤』（日本評論社、2004年)は毎日出版文化賞を受賞した。2008年4月1日より組織変更により、化学物質管理研究センター・ライフサイクルアセスメント研究センター・爆発安全コアの3センター・コアの合併により新しくできた安全科学研究部門の研究部門長となった。2010年、文化功労者。2011年1月13日付けで横浜国立大学名誉教授の称号を授与された。2011年3月に部門長を退任し、4月よりフェローとして産総研に勤務している。2015年に名誉フェローとなる。
環境リスクについては、いたずらに危険性を騒ぎ立てるのではなく、リスクの程度を可能な限り定量的に評価・比較し、それをもとに合理的な対策をとるべきであると主張する。そのためのリスク評価手法の確立に尽力している。2013年、瑞宝重光章受章。2021年日本学士院会員選出。2024年文化勲章受章。
運動家の浜田弘（2011年に70歳で死去）とは、1971年の「浮間レポート」を読んだ彼と知り合い、のちに事実婚の関係となり、二人で調査に取り組んでいた。

## 名誉毀損訴訟
2005年3月、京都大学教授（当時）松井三郎は、中西がホームページ上のコメントで松井教授の名誉を毀損したとして、損害賠償を求める民事訴訟を提起した。2004年12月に行われた環境ホルモン関連のシンポジウムでの松井の発表について、中西がコメントした内容に抗議したのである。
本訴訟は、原告がプレスリリースで環境ホルモン問題に関する考え方の相違を訴訟理由に挙げていることなど、科学論争のありかたに関する面と、インターネット上での言論に名誉毀損訴訟で対抗するという、言論の自由に関する面の2つから、異例の訴訟として注目を集め、「環境ホルモン濫訴事件」とも呼ばれた。
この裁判では、言論の自由などに与える影響を憂慮した有志が「中西応援団」を結成し、原告・被告双方の提出したほとんどの資料を裁判進行と同時にインターネット上に公開し、議論するという活動を行った。
2007年3月30日、横浜地方裁判所は、問題のホームページ上のコメントは松井の名誉を毀損するものではないと判断し、松井の請求を棄却する判決を下した。松井はこれに控訴せず、一審判決で確定した。

## 社会的活動
- 文部科学省国立大学法人評価委員会第1期専門委員（大学共同利用機関法人分科会分属）

## 著書

### 単著
- 『都市の再生と下水道』（日本評論社、1979年）　第6回藤田賞受賞
- 『下水道：水再生の哲学』（朝日新聞社、1983年）
- 『ちばの水：水循環と個人下水道』（ちば・せっけんの街会議、1988年）
- 『飲み水があぶない』（岩波書店、岩波ブックレット、1989年）
- 『いのちの水：新しい汚染にどう立ち向かうか』（読売新聞社、読売科学選書、1990年）
- 『東海道　水の旅』（岩波書店、岩波ジュニア新書、1991年）
- 『下水道とパブリック・マネー：自治体の下水道計画と財政政策を点検する』（地方自治総合研究所、1992年）
- 『水の環境戦略』（岩波書店、岩波新書、1994年）
- 『環境リスク論：技術論からみた政策提言』（岩波書店、1995年）
- 『環境リスク学：不安の海の羅針盤』（日本評論社、2004年） 第5回日経BP・BizTech図書賞、第59回毎日出版文化賞受賞
- 『食のリスク学：氾濫する「安全・安心」をよみとく視点』（日本評論社、2010年）
- 『リスクと向き合う：福島原発事故以後』（河野博子聞き手、中央公論新社、2012年）
- 『原発事故と放射線のリスク学』（日本評論社、2014年）

### 共著
- （沖野外輝夫）『下水道計画論：駒ケ根市の下水道の環境アセスメント』（武蔵野書房、1982年）
- （小島貞男）『日本の水道はよくなりますか』（亜紀書房、1989年）
- （吉田喜久雄）『環境リスク解析入門 化学物質編』（東京図書、2006年）
- （新エネルギー・産業技術総合開発機構・産業技術総合研究所化学物質リスク管理研究センター編、花井荘輔・東野晴行・吉門洋・吉田喜久雄）『大気拡散から暴露まで：ADMER・METI-LIS』（丸善、2007年）
- （新エネルギー・産業技術総合開発機構・産業技術総合研究所化学物質リスク管理研究センター編、花井荘輔・蒲生昌志・吉田喜久雄）『不確実性をどう扱うか：データの外挿と分布』（丸善、2007年）
- （新エネルギー・産業技術総合開発機構・産業技術総合研究所化学物質リスク管理研究センター編、花井荘輔・吉田喜久雄）『リスク評価の入口と出口：シナリオとクライテリア』（丸善、2008年）
- （武田計測先端知財団編、武田穣・福田恵温・唐津治夢）『選択：リスクとどう付き合うか』（ケイディーネオブック、2008年）

### 共編著
- （蒲生昌志・岸本充生・宮本健一）『環境リスクマネジメントハンドブック』（朝倉書店、2003年）
- （益永茂樹・松田裕之）『演習　環境リスクを計算する』（岩波書店、2003年）